# Pavel Tonkov
Pavel Sergejevitj Tonkov (Russisk: Павел Сергеевич Тонков; født 9. februar 1969 i Isjevsk) er en tidligere professionel landevejscykelrytter fra Rusland. Hans største succes kom, da han vandt Giro d'Italia i 1996, men han har også placeret sig på en 3. plads i Vuelta a España og vandt Tour de Suisse i 1995 og Romandiet Rundt i 1997.
Han trak sig tilbage i 2005.

## Placeringer i Grand Tours
| Grand Tour      | 1992 | 1993 | 1994 | 1995 | 1996 | 1997 | 1998 | 1999 | 2000 | 2001 | 2002 | 2003 | 2004 |
| --------------- | ---- | ---- | ---- | ---- | ---- | ---- | ---- | ---- | ---- | ---- | ---- | ---- | ---- |
| Giro d'Italia   | 7    | 5    | 4    | 6    | 1    | 2    | 2    | —    | 5    | —    | 5    | DNF  | 13   |
| Tour de France  | —    | —    | DNF  | DNF  | —    | —    | —    | DNF  | —    | —    | —    | —    | —    |
| Vuelta a España | —    | —    | —    | —    | —    | DNF  | —    | 4    | 3    | —    | 67   | —    | DNF  |